# Agatea
Agatea é um género botânico pertencente à família Violaceae.

## Sinonímia
- Agation

## Espécies
Apresenta nove espécies:
- Agatea lecointei
- Agatea lenorrnandi
- Agatea longipedicellta
- Agatea macrobotrys
- Agatea rufotomentosa
- Agatea salomonensis
- Agatea schlechteri
- Agatea veillonii
- Agatea violaris